# Lukas Aukštikalnis
Lukas Aukštikalnis (Panevėžys, 19 agosto 1995) è un cestista lituano, che gioca nel ruolo di Guardia nella Fabo Herons Montecatini.